# Claravis mondetoura
Claravis mondetoura là một loài chim trong họ Columbidae.